# Grace (處理器)
Grace是NVIDIA于2021年发布的一款CPU，名字取自葛麗絲·霍普，采用了Neoverse核心。

## 简介
Grace是为高性能计算(HPC)而设计的数据中心CPU，主要用于人工智能、深度学习和大数据分析，面向超級运算、AI、资料中心。

## 结构
Grace是由多个芯片组合，构成包括CPU、GPU和内存/IO子系统三个模组。
Grace内置了Arm Neoverse内核，采用的是NVIDIA NVLink技术。Grace通过架构整合DPU ，以DPU协助处理AI工作负载，让CPU、GPU来处理运算。

## 应用
2021年4月，瑞士超算中心与英伟达宣布共同打造搭载Grace CPU的AI超算。